# Arrondissement Châteauroux
Châteauroux is een arrondissement van het Franse departement Indre in de regio Centre-Val de Loire. De onderprefectuur is Châteauroux.

## Kantons
Het arrondissement was samengesteld uit de volgende kantons:
- Kanton Ardentes
- Kanton Argenton-sur-Creuse
- Kanton Buzançais
- Kanton Châteauroux-Centre
- Kanton Châteauroux-Est
- Kanton Châteauroux-Ouest
- Kanton Châteauroux-Sud
- Kanton Châtillon-sur-Indre
- Kanton Écueillé
- Kanton Levroux
- Kanton Valençay

Na de herindeling van de kantons bij decreet van 18 februari 2014 met uitwerking op 22 maart 2015 omvat het volgende kantons:
- Kanton Ardentes (deel : 9/12)
- Kanton Argenton-sur-Creuse (deel : 12/20)
- Kanton Buzançais
- Kanton Châteauroux-1
- Kanton Châteauroux-2
- Kanton Châteauroux-3
- Kanton Levroux (deel : 12/34)
- Kanton Neuvy-Saint-Sépulchre (deel : 1/25)
- Kanton Saint-Gaultier (deel : 5/34)
- Kanton Valençay (deel : 18/28)